# Karen Gillanová
Karen Sheila Gillanová (nepřechýleně Gillan; * 28. listopadu 1987, Inverness, Highland, Skotsko, Spojené království) je skotská herečka nejvíce známá díky roli Amy Pond v britském science-fiction seriálu Pán času a nebo díky roli Kaylie Russell v americkém hororu Oculus.

## Životopis
Narodila se a vyrůstala v skotském městě Inverness, na břehu jezera Loch Ness. Její otec Raymond John Gillan je zpěvák a interpret. Její matka Marie Gillan Paterson žije v Kinmylies. Nemá žádné sourozence.
V mladém věku se u ní projevil zájem o herectví, začala se podílet na celé řadě školních představení v charlestonské akademii. V šestnácti letech se rozhodla začít studovat na vysoké škole Edinburgh's Telford College. Studium přerušila, jelikož dostala místo na Italia Conti Academy of Theatre, škole múzických umění v Londýně, kde vystudovala obor herectví. V tomto období byla vyhledána modelingovou agenturou Nicola Roberts' Dainty Doll Make-Up Range. Gillan řekla, že by se nezvládla vzdát sve herecké kariéry pro modeling, přestože ji baví, protože herectví bylo vždy její primární cíl.
Za dob studia na Italia Conti Academy of Theatre už hrála v britském seriálu Rebus. Posléze se objevuje v seriálu Kevin Bioshop Show, kde paroduje celebrity jako jsou Katy Perry nebo Angelina Jolie. Také si zahrála ve filmu Stacked roli Ginny. V roce 2008 si zahrála v seriálu Doctor Who menší roli věštkyně v epizodě Ohně Pompejí. V roce 2009 vyhrála konkurz na novou společnici Jedenáctého Doktora (Matt Smith) v témže seriálu.
Jako první se ukázala v nové roli Amy Pond divákům v roce 2010. V seriálu Karen odehrála pátou a šestou sérii a šest dílů v 7. sérii. V těchto sériích se v seriálu občas objeví malá Amy Pond, kterou hraje Caitlin Blackwood -mladší sestřenice Karen. Od šesté série se spolu s ní stává společník i Rory Williams (Arthur Darvill). S Arthurem a s Mattem si udržuje kamarádský vztah. V roce 2012 ukončila účinkování v britském seriálu Doctor Who. Její postavu dostali do minulosti na začátek 20. století Plačící andělé v epizodě Andělé obsazují Manhattan. V roce 2013 hrála hlavní postavu v americkém hororu Oculus. V roce 2014 se objevila ve filmu Strážci Galaxie v roli Nebuly, protivnice hlavních kladných postav. V roce 2014 si zahrála hlavní roli Elizy Dooley v seriálu Selfie, který je moderní adaptací filmu My Fair Lady (1964).
V roce 2015 si zahrála po boku Brada Pitta, Ryana Goslinga a Steva Carella ve filmu Sázka na nejistotu. Ve stejném roce poprvé zrežírovala a napsala scénář ke krátkometrážnímu filmu Coward, který se promítal na Filmovém festivalu v Edinburghu a získal několik nominací na ocenění. Později v roce 2015 napsala scénář, zrežírovala a sama si zahrála v dalším krátkometrážním filmu Conventional.
V roce 2017 si zopakovala svojí roli Nebuly ve filmu Strážci Galaxie Vol. 2 a zahrála si ve filmech The Circle a Jumanji: Vítejte v džungli!. V roce 2018 měl premiéru její celovečerní film Párty začíná, ke kterému napsala scénář, zrežírovala jej a zahrála si v něm hlavní roli Liusaidh. Roli Nebuly si zahrála ve filmu Avengers: Infinity War.
V roce 2019 si zahrála ve filmech Spolujízda, Avengers: Endgame, Call of the Wild, Špióni v převleku a Jumanji 3.

## Osobní život

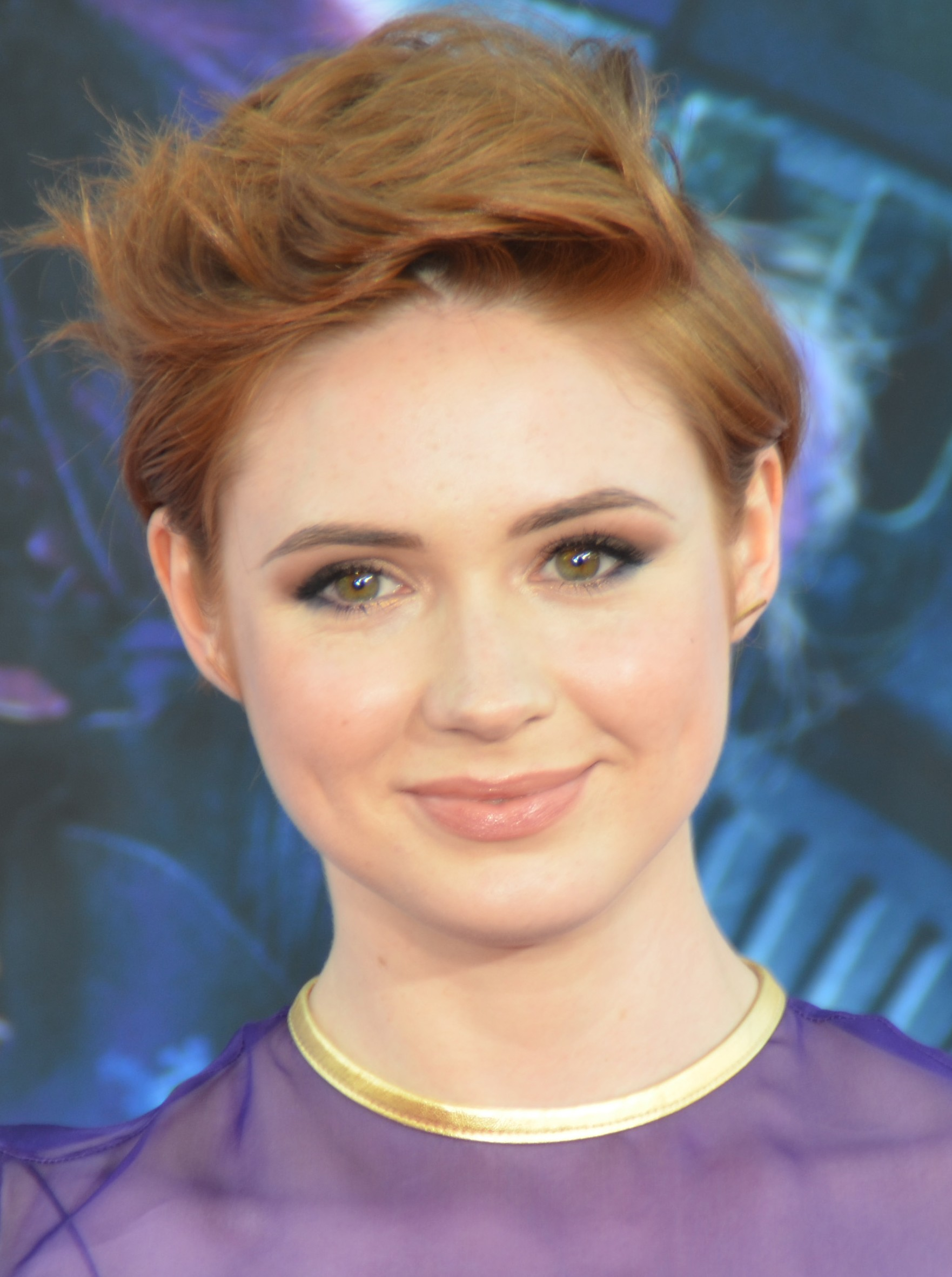
Karen v roce 2014

V roce 2011 Karen podpořila organizaci proti rakovině prsu. V roce 2013 potvrdila v The Late Late Show, že žije v Americe v Los Angeles a že je nezadaná. Přestože je její rodina katolická, ona sama nepraktikuje žádné náboženství, a není pokřtěná. Souhlasí s citátem: "Jsme jen malé tečky v obrovské prázdnotě vesmíru". V roce 2014 si zahrála ve filmu Strážci Galaxie. Kvůli tomuto natáčení si musela oholit hlavu a proto je v současnosti bez dlouhých vlasů. Dříve nosila paruky, nyní už si nechala udělat účes z krátkých vlasů. Z jejích původních vlasů byla vytvořena paruka, kterou si pořídila firma Disney do Star Wars. Karen k tomu řekla toto: "Je legrační vidět ve skladu paruku vyrobenou z mých vlasů vedle všech těch hlav tvorů z Hvězdných válek". Ve svém volném čase hraje na klavír a stále se ještě přezdívá Panic Moon, viz konec třetího odstavce pod nadpisem Životopis.

## Filmografie

### Film
| Rok  | Název                          | Role                               | Poznámky                                  |
| ---- | ------------------------------ | ---------------------------------- | ----------------------------------------- |
| 2008 | New Town Killers               | Young girl at bus station          |                                           |
| 2010 | Outcast                        | Ally                               |                                           |
| 2013 | Not Another Happy Ending       | Jane Lockhart                      |                                           |
| 2013 | Oculus                         | Kaylie Russell                     |                                           |
| 2014 | Strážci Galaxie                | Nebula                             |                                           |
| 2014 | Bound for Greatness            | Maeve MacDonough                   | Krátký film                               |
| 2015 | Warning Labels                 | Mindy                              | Krátký film                               |
| 2015 | Conventional                   | Rachel Milligan                    | Krátký film                               |
| 2015 | Coward                         | N/A                                | Krátký film, také režísérka a scenáristka |
| 2015 | Sázka na nejistotu             | Evie                               |                                           |
| 2016 | In a Valley of Violence        | Ellen                              |                                           |
| 2016 | The List                       | Lily                               |                                           |
| 2017 | Strážci Galaxie Vol. 2         | Nebula                             |                                           |
| 2017 | The Circle                     | Annie Allerton                     |                                           |
| 2017 | Jumanji: Vítejte v džungli!    | Ruby Roundhouse / Martha Kaply     |                                           |
| 2018 | Avengers: Infinity War         | Nebula                             |                                           |
| 2018 | All Creatures Here Below       | Ruby                               |                                           |
| 2018 | Párty začíná                   | Lucy                               | také režisérka a scenáristka              |
| 2019 | Avengers: Endgame              | Nebula                             |                                           |
| 2019 | The Hoarding                   | Hope                               | také režisérka a scenáristka              |
| 2019 | Spolujízda                     | Sara Morris                        |                                           |
| 2019 | Špióni v převleku              | Očko (hlas)                        |                                           |
| 2019 | Jumanji: Další level           | Ruby Roundhouse                    |                                           |
| 2020 | Volání divočiny                | Mercedes                           |                                           |
| 2021 | Výbušnej koktejl               | Sam                                |                                           |
| 2022 | Dvojník                        | Sarah                              |                                           |
| 2022 | V bublině                      | Carol Cobb / Dr. Lacey Nightingale |                                           |
| 2022 | Next Exit                      | Dr. Stevenson                      |                                           |
| 2022 | Thor: Láska jako hrom          | Nebula                             |                                           |
| 2023 | Guardians of the Galaxy Vol. 3 | Nebula                             |                                           |

### Televize
| Rok           | Název                            | Role           | Poznámky                          |
| ------------- | -------------------------------- | -------------- | --------------------------------- |
| 2006          | Inspektor Rebus                  | Teri Cotter    | díl: „Otázka krve                 |
| 2008          | Stacked                          | Ginny Turner   | Televizní film                    |
| 2008          | Pán času                         | Soothsayer     | díl: „Ohně Pompejí“               |
| 2008          | Harley Street                    | Holly          | 1 díl                             |
| 2008–09       | The Kevin Bishop Show            | různé postavy  | hlavní role, 12 dílů              |
| 2008          | Coming Up                        | Anna           | díl: „Thinspiration“              |
| 2009          | The Well                         | Coll           | 4 díly                            |
| 2010–12       | Pán času                         | Amy Pond       | hlavní role (5.–7. řada), 34 dílů |
| 2010–11       | Doctor Who Confidential          | Sama sebe      | vedlejší role, 26 dílů            |
| 2012          | We'll Take Manhattan             | Jean Shrimpton | Televizní film                    |
| 2012          | In Love With...                  | Laura          | díl: „In Love with Coward“        |
| 2013          | NTSF:SD:SUV::                    | Daisy          | hlavní role, 9 dílů               |
| 2014          | Pro strach naděláno              | Kerry Newblood | 2 díly                            |
| 2014          | Selfie                           | Eliza Dooley   | Hlavní role, 13 dílů              |
| 2015          | Sedm dní v pekle                 | Lily           | Televizní film                    |
| 2015          | Comedy Bang! Bang!               | Sama sebe      | díl: 4.19                         |
| 2015          | The Devil You Know               | Jane Porter    | nevysílaný HBO pilot              |
| 2015          | Robot Chicken                    | Různé hlasy    | díl: „Zero Vegetables“            |
| 2016          | Emo Dad                          | Jessica (hlas) | 5 dílů                            |
| 2019          | Neurotica.                       | Chloe          | díl: Eureka!                      |
| 2020          | Cake                             | Samu sebe      | díl: Auditions: The Sex Scene     |
| 2021          | Hovory                           | Sara (hlas)    | díl: Konec                        |
| 2021          | Co kdyby ...?                    | Nebula (hlas)  | 2 díly                            |
| 2022          | Strážci Galaxie: Vánoční speciál | Nebula         |                                   |
| bude oznámeno | Rhona Who Lives by the River     | Rhona (hlas)   | hlavní role                       |

### Video hry
| Year | Název                                                         | Zvuková role |
| ---- | ------------------------------------------------------------- | ------------ |
| 2010 | Doctor Who: The Adventure Games: City of the Daleks           | Amy Pond     |
| 2010 | Doctor Who: The Adventure Games: Blood of the Cybermen        | Amy Pond     |
| 2010 | Doctor Who: The Adventure Games: TARDIS                       | Amy Pond     |
| 2010 | Doctor Who: Evacuation Earth                                  | Amy Pond     |
| 2010 | Doctor Who: Return to Earth                                   | Amy Pond     |
| 2010 | Doctor Who: The Adventure Games: Shadows of the Vashta Nerada | Amy Pond     |
| 2011 | Doctor Who: The Adventure Games: The Gunpowder Plo            | Amy Pond     |